# 中央橋 (梓川)
中央橋（ちゅうおうばし）は、長野県の梓川に架かる松本市梓川岩岡と新村小宮・北新を結ぶ長野県道320号倭北松本停車場線の橋。

## 概要
梓川地区から松本に通じる通称「岩岡橋」として、地域の人々に利用されてきた。1936年（昭和11年）に、旧倭村が事業主体となり、長さ229メートルの木橋を架けたもの。その後、梓川の氾濫により、橋脚や橋の一部が流されるなど、橋の維持に苦労が続いた。
1961年（昭和36年）6月の集中豪雨により、146メートルを流失した。合併後の梓川村は、公共土木施設災害復旧事業の認可を受け、復旧工事に当たったが、翌1962年（昭和37年）6月にも復旧した部分を流失するなどの不運に見舞われつつも、1963年（昭和38年）4月22日に竣工した。復旧総延長229メートル、幅員2.8メートルの木橋だったので、重量制限をして小型四輪以上は通行制限がされた。
1960年代後半になると、モータリゼーションの進行が進み、車両交通の増加が見られ、この橋のを増強が求められた。しかし、鋼製橋としての架け替えには県道への格上げが必要であるとして、関連自治体などが「倭北松本停車場線整備促進期成同盟会」を結成して、運動を展開した。この結果、1970年（昭和45年）1月に県道に認定されたが、長野県は同盟会に対して、5年間は永久橋化の運動をしないことを条件にしていた。1975年にも、橋脚が流失して復旧工事が行われ、通行止めの事態をもたらしていた。
1977年（昭和52年）に架替え工事の調査・測量が始まり、翌1978年度（昭和48年度）から本体工事に着工した。1983年（昭和58年）3月、長さ225.45メートル、幅員9.75メートル（うち車道部7.25メートル、歩道部2メートル、分離帯0.5メートル）のPCポステン単純T桁橋として、総事業費5億2800万円の経費で竣工した。

## 歴史
- 1936年（昭和11年）3月 - 長さ229メートルの木橋として完成
- 1961年（昭和36年） - 集中豪雨により146メートルを流失
- 1963年（昭和38年）4月 - 災害復旧により2年ぶりに開通
- 1970年（昭和45年）1月 - 橋を含む路線が県道になる
- 1977年（昭和52年） - コンクリート橋脚鋼製橋の企画が緒につく
- 1983年（昭和58年）3月 - コンクリート橋脚鋼製橋として完成